# Kasparov (dj)
Kasparov is een van de artiestennamen van Bas Verheul, een Nederlandse dj-producer die halverwege 2006 begon met produceren van muziek. Als Kasparov draait hij voornamelijk hardcore. Zijn muziek wordt uitgebracht bij onder andere Megarave Records, Asbest en Offensive Records.
Zijn muziek sloeg snel aan bij de dance-community. Kasparov hoorde voor het eerst een synthesizer-compilatie toen hij zes jaar oud was en raakte erdoor geïntrigeerd. In 1995 begon hij op zijn personal computer al wat tracks te maken, maar hij stuurde nog niets op naar platenmaatschappijen. Dit veranderde in 2005 toen hij ook steeds meer ging produceren. Zijn platen werden in die tijd al af en toe op feesten gedraaid. Sinds 2008 bestaat Kasparov uit twee personen, Bas Oskam en Bas Verheul. De muziek is geproduceerd door Bas Oskam (van de Noisecontrollers), en Bas Verheul neemt het dj-werk voor zijn rekening.
Kasparov had al een paar keer van zich laten horen op compilatieplaten, waar meerdere producers een nummer op zetten. Op 13 juni 2006 bracht hij zijn eigen vinyl, Black Noise, onder het label 'Asbest'. Korte tijd later, op 21 september 2006, bracht hij al een tweede vinyl, Deathrow, uit waar men nog enthousiaster over was. Pas op 10 mei 2007 bracht Verheul weer een vinyl uit onder Kasparov. 

## Bekende titels
- The World (2006)
- Soundbending Bitch (2006)
- Black Noise (2006)
- Witch Craft(2006)
- Scotch Attack (2006)
- Deathrow (2006)
- Notorious (2006)
- Trancepussies (2006)
- Hellraising (2007)
- Intrusion (2007)
- Magic (2007)
- Speaker (2007)
- Instruments (2007)
- The Babson Task (2007)
- Brainproblem (2007)
- Lobster Logic (2007)
- Die You Motherfucker (2008)
- Part of the Project (2009)

Kasparov heeft ook de oldschoolklassieker 'Pessa Pessa' van Masoko Solo geremixt, net als DJ Promo en E-Rick. 